# Richard Vogt
Richard Vogt (ur. 26 stycznia 1913 w Hamburgu, zm. 13 lipca 1988 tamże) – niemiecki bokser, wicemistrz olimpijski.
Został srebrnym medalistą Igrzysk Olimpijskich w Berlinie 1936 roku w kategorii półciężkiej. Był dwukrotnym wicemistrzem Niemiec: w 1935 i 1937 roku. W latach 1938–1952 walczył na zawodowym ringu. Stoczył 71 walk, z czego 54 wygrał, 10 zremisował i 7 przegrał.